# 聖地亞哥 (普圖馬約省)
聖地亞哥是哥倫比亞的城鎮，位於該國南部，由普圖馬約省負責管轄，距離首府莫科阿90公里，始建於1535年，面積445平方公里，海拔高度2,291米，2005年人口5,830。

## 外部連結
- （西班牙文） Santiago official website （页面存档备份，存于）
- （西班牙文） Cityhall of Santiago

1°08′49″N 77°0′19″W / 1.14694°N 77.00528°W